# Max Aeschlimann (Erfinder)

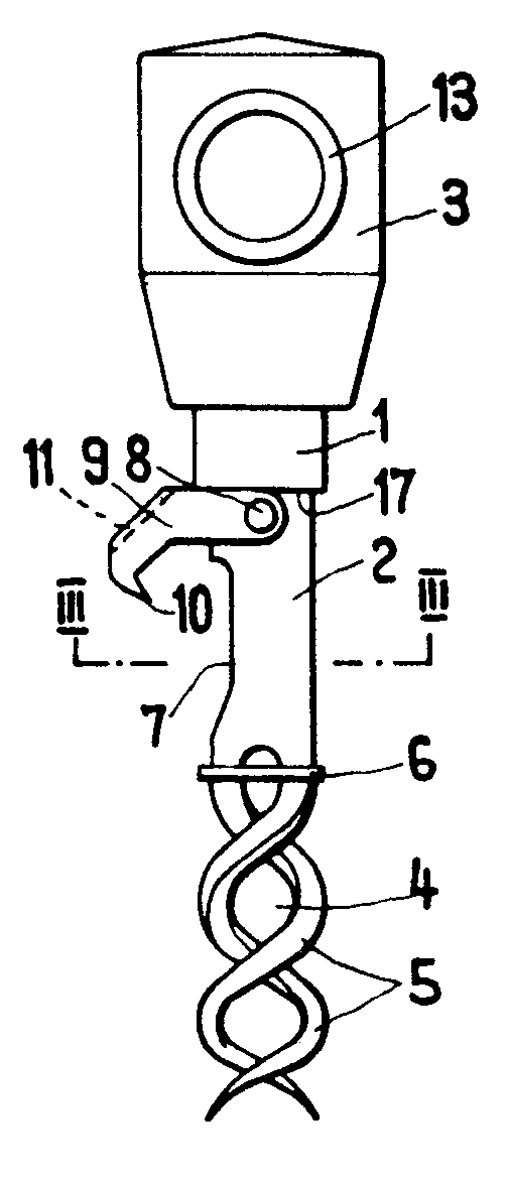
Patentzeichnung des Maxram

Max Aeschlimann (* 1904; † 1971) war ein Schweizer Erfinder und Unternehmer.

## Leben
Max Aeschlimann wuchs in einer kinderreichen Handwerkerfamilie in Bern auf. Er machte eine Lehre als Feinmechaniker in der Eidgenössischen Waffenfabrik in Bern. Im Jahr 1929 eröffnete er eine Vertretung für Tornado-Schreibmaschinen. In diese Zeit fällt seine erste Erfindung, der Telefonkabel-Aufroller Telemax.
Max Aeschlimann übergab 1933 das Schreibmaschinengeschäft seinem älteren Bruder, vertrieb den Telemax und übernahm die Schweizer Vertretung der schwedischen Glühbirnenmarke Luma.
Im Jahr 1938 patentierte Aeschlimann das Fahrrad-Reinigungsmittel Velopurol mit dazugehörender Zerstäuberdose. Diese wurde an die Fahrradpumpe angeschlossen und ermöglichte es, auch unzugängliche Stellen zu behandeln. Velopurol wurde während des Zweiten Weltkriegs von der Schweizer Armee an die Fahrradtruppen ausgegeben und ist noch heute, allerdings in eine Spraydose abgefüllt, erhältlich.
Weitere Erfindungen waren der Autoscheibenreiniger Vitralux und die Maxram-Abstandshalter für Moniereisen.
Max Aeschlimann war verheiratet und Vater zweier Söhne (Hans-Ulrich, * 1933 und Peter, * 1939). Er zog sich 1967 nach einem Herzinfarkt aus dem Erwerbsleben zurück. Das von ihm gegründete Geschäft wurde von seinen Söhnen weitergeführt und bestand bis 1997.

## Der Maxram-Korkenzieher
In den Jahren 1957/58 meldete Aeschlimann seine berühmteste Erfindung zum Patent an, den Maxram-Korkenzieher, der sich durch eine Doppelspirale mit Schneidkanten auszeichnet. Im Verlauf von achtzehn Jahren, bis zum Ablauf des Patentschutzes im Jahr 1975, wurden zweieinhalb Millionen solche Korkenzieher verkauft. In Deutschland übernahm das Ed. Wüsthof Dreizackwerk in Solingen den Vertrieb.
Hergestellt wurde der Maxram-Korkenzieher von der Firma PB Baumann in Wasen im Emmental, einer bekannten Herstellerin von Schraubenziehern.